# Chörau

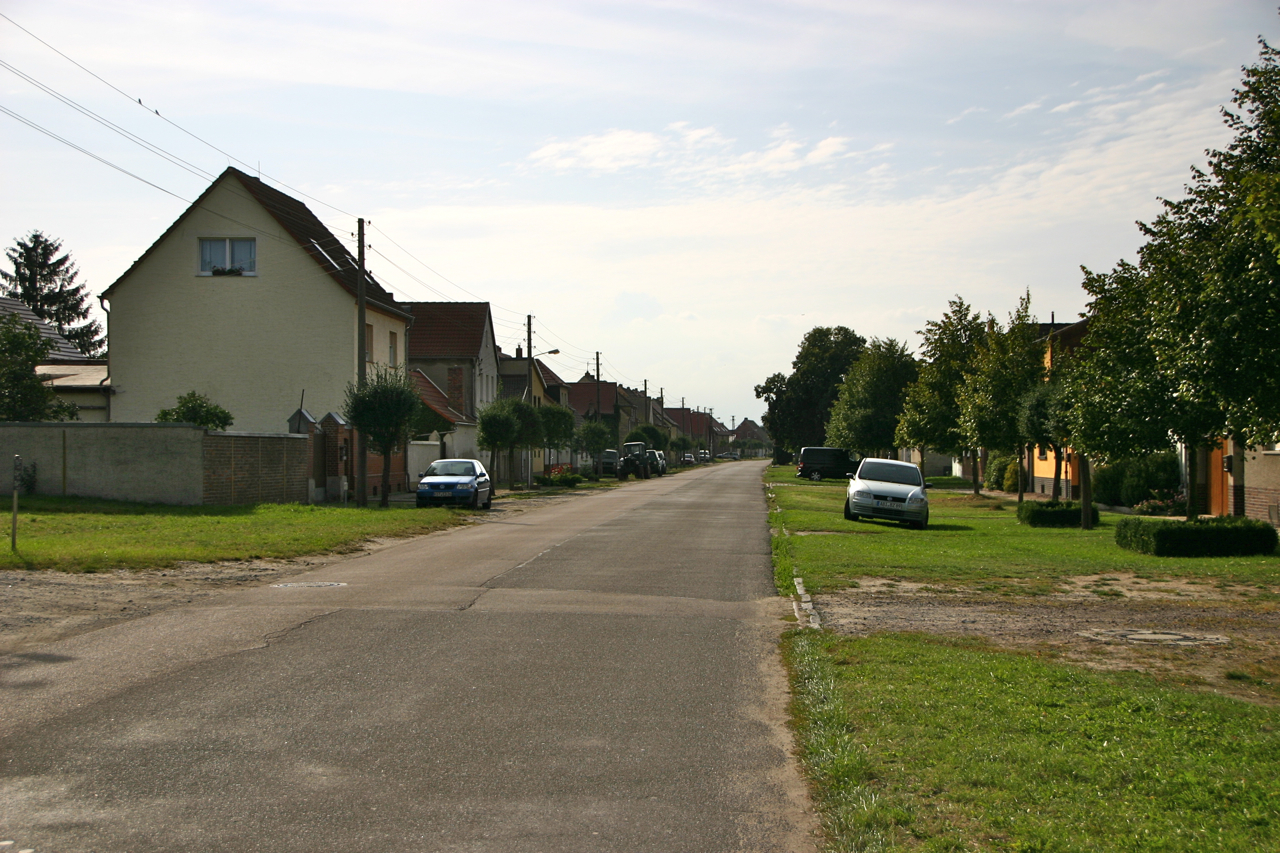
Chörau (2011)

Chörau là một đô thị thuộc huyện Anhalt-Bitterfeld, bang Saxony-Anhalt, Đức.